# Chaerilus vietnamicus
Espèce
Chaerilus vietnamicus est une espèce de scorpions de la famille des Chaerilidae.

## Distribution
Cette espèce est endémique du Viêt Nam. Elle se rencontre vers Lao-Cai.

## Description
La femelle holotype mesure 26,5 mm.

## Étymologie
Son nom d'espèce lui a été donné en référence au lieu de sa découverte, le Viêt Nam.

## Publication originale
- Lourenco & Zhu, 2008 : Description of two new species of the genus Chaerilus Simon, 1877 (Scorpiones, Chaerilidae) from Laos and Vietnam. Acta Zootaxonomica Sinica, vol. 33, no 3, p. 462-474.